# Вольф, Александра Борисовна фон
Баронесса Александра Борисовна фон Вольф (нем. Alexandra (Alexandrine) Alice Marie von Wolff, итал. Alessandra Tomasi di Lampedusa; 13 ноября 1894, Ницца — 22 июня 1982, Палермо) — итальянский психолог.

## Биография
Старшая дочь русского сановника барона Бориса Эдуардовича фон Вольфа и его жены, певицы Аличе Барби. В семье носила прозвище «Лиси» (Licy).
Детство и юность провела в Петербурге и родовом поместье Штомерзее. Во время гражданской войны семье пришлось бежать из Прибалтики; в 1920 году, после окончательного поражения красных в войне с Польшей, вернулась на родину, где получила латвийское гражданство.
7 сентября 1918 в православной церкви в имении Штомерзее обвенчалась с жившим по соседству помещиком бароном Андреем Адольфовичем Пилар фон Пильхау, бывшим русским офицером, сыном барона А. А. Пилар фон Пильхау, возглавлявшего во время немецкой оккупации ландсрат Балтийского герцогства. Брак был заключен, в основном, из деловых соображений, так как муж, ставший позднее преуспевающим банкиром, был гомосексуалистом.
В 1920-е годы Александра окончила берлинский институт психоанализа и познакомилась с лидерами берлинской школы психологии Гансом Либерманом, Максом Эйтингеном и другими, а также ездила в столицу психоанализа Вену.
Её мать вторым браком вышла за итальянского посла в Англии Пьетро Томази делла Торретта; в 1925 году в Лондоне Александра познакомилась с племянником отчима, отставным офицером князем Джузеппе Томази ди Лампедузой, который в 1927 году впервые приехал в Штомерзее. В 1932 году был оформлен развод с бароном Пилар фон Пильхау, и уже 24 августа в Благовещенской церкви Риги состоялось венчание с Джузеппе, записанным в метрике как «Иосиф Юлиевич». Жених только спустя некоторое время поставил в известность свою семью, опасаясь негативной реакции родственников, в особенности, матери, княгини Беатриче, урожденной Мастроджованни-Таска-и-Филанджери-ди-Куто́ (1870—1946).
Отношения с деспотичной свекровью не сложились, а Джузеппе был очень привязан к матери, по фрейдистскому определению, между ними была «симбиотическая связь» (der symbiotischen Bindung), поэтому Александра, в основном, жила в своем имении в Штомерзее, поддерживая с мужем отношения по переписке.
В 1939 году, не дожидаясь ввода Красной армии в Латвию, она покинула страну и приняла итальянское гражданство. Оккупация Прибалтики нацистами позволила ей ненадолго вернуться на родину, но жить пришлось в Риге, так как дворец Штомерзее был разорен, окрестные постройки уничтожены, а местное население разбежалось.
Зимой 1942—1943 года Александра Вольф окончательно покинула Латвию. В Палермо супругам Томази ди Лампедуза пришлось до конца войны и в первые послевоенные годы жить в съемном доме, так как родовое палаццо на виа Бутера во время освобождения острова разбомбила американская авиация.

## Научная деятельность
Уже с конца 1920-х Александра установила связи с итальянскими психологами, а 1936 была принята действительным членом в Итальянское психоаналитическое общество (СПИ).
После войны стала одним из руководителей восстановленного психоаналитического общества, в 1955—1959 была его президентом. С 1955 один из редакторов ежегодника Rivista di Psicoanalisi, где публиковала свои научные статьи.
В 1950 на втором съезде СПИ в Риме выступила с докладом «Агрессивность в извращениях», в котором, отталкиваясь от фрейдистской концепции «инстинкта смерти», разработала на примере случая некрофилии теоретические основы агрессивного нарциссизма. Наиболее известное исследование было проведено Александрой в начале 1970-х годов в психоаналитических центрах в Риме и Палермо с пациентом, страдавшим редкой в настоящее время ликантропией. В результате этой работы был выведен принцип «идентификационной интроекции».
Была почетным президентом Центра психоанализа Палермо, умерла от пневмонии в своем палаццо в Палермо 22 июня 1982.

## Публикации
- Sviluppi della diagnostica e tecnica psicoanalitica // Psicoanalisi 2 (2), 1946
- Le componenti preedipiche dell'isteria di angoscia // Rivista di Psicoanalisi 2, 1956, р. 101—106
- Necrofilia e istinto di morte // Rivista di Psicoanalisi 2, 1956, р. 173—186
- La spersonalizzazione // Rivista di Psicoanalisi 6, 1960, р. 5—10
- Il caso del licantropo // Rivista di Psicoanalisi 54, 2008, р. 433—446
- Il patto con il diavolo (1984) // Rivista di Psicoanalisi 54, 2008, р. 455—474